# کارلسهاوزن
کارلسهاوزن (به آلمانی: Karlshausen) یک شهر در آلمان است که در بیتبورگ-پروم واقع شده‌است.